# Jacob Åstrand
Jacob Åstrand, född 7 januari 1715 i Sörby församling, Östergötlands län, död 7 mars 1778 i Gårdeby församling, Östergötlands län, var en svensk präst.

## Biografi
Jacob Åstrand föddes 1715 i Sörby församling. Han var son till kyrkoherden Håkan Åstrand och Brita Ekman i Gårdeby församling. Åstrand blev 1735 student vid Lunds universitet och avled 1741 magisterexamen. Han prästvigdes 27 november 1740 och blev 1751 komminister i Skärkinds församling. År 1755 blev han kyrkoherde i Gårdeby församling. Åstrand avled 1778 i Gårdeby församling och begravdes 15 mars samma år.

### Familj
Åstrand gifte sig 23 maj 1751 med Agneta Sophia Bouman (1719–1805). Hon var dotter till mantalskommissarien Johan Bouman och Christina Rystadius i på Afvestad i Kimstads församling. De fick tillsammans barnen prästen Johan Åstrand och vice häradshövdingen Jacob Åstrand (1756–1784).